# Camillo Agrippa
Camillo Agrippa (1535 - 1595) fue un importante esgrimista, arquitecto, ingeniero y matemático italiano del Renacimiento. Está considerado como uno de los esgrimistas más grandes de todos los tiempos.

## Biografía
Aunque nació en Milán, Agrippa vivió y trabajó en Roma, donde estuvo asociado a la Confraternidad de San José de la Tierra Santa y al entorno literario y artístico alrededor del Cardenal Alessandro Farnese.
Es conocido especialmente por aplicar la geometría a la resolución de problemas de combate armado. En su Tratado de la Ciencia de las Armas con un Diálogo de Filosofía (publicado en 1553), propuso cambios dramáticos respecto a la manera de practicar la esgrima de su tiempo. Por ejemplo, señaló la eficacia de mantener la espada delante del cuerpo en lugar de detrás de él. También simplificó las once guardias de Achille Marozzo a cuatro: prima, seconda, terza y quarta, que se corresponden básicamente a las posiciones de las manos usadas hoy en día en la escuela italiana. También se le recuerda como el hombre que produjo la mayor contribución al desarrollo de la espada ropera como arma propulsora principal.
Agrippa fue contemporáneo de Miguel Ángel, y probablemente se conocieron (o al menos así lo afirma Agrippa en su último tratado sobre el transporte del obelisco a la Piazza San Pietro). Basándose en una inscripción en una copia de Agrippa, citada en la última edición del diccionario bibliográfico de Jacques Charles Brunet Manuel du libraire et de l'amateur des livres (1860-64), algunas de las planchas de cobre de los grabados del libro fueron atribuidas a Miguel Ángel, sin embargo los historiadores modernos creen que es más probable que el grabador desconocido provenga de la escuela de Marcantonio Raimondi.
Hay evidencias que indican que el trabajo de Agrippa podría haber sido la inspiración para la escuela española de la Verdadera Destreza. Don Luis Pacheco de Narváez afirma en una carta escrita el 4 de mayo de 1618 al Duque de Uceda, que Don Jerónimo Sánchez de Carranza basó su texto en el trabajo de Agrippa. Esta idea parece reafirmarse por el uso común de la geometría en ambos sistemas.

## En la cultura popular
En la obra de ficción La princesa prometida de William Goldman, Íñigo Montoya y el Caballero Negro combaten sobre los Acantilados de la locura, mencionando diferentes técnicas de esgrima que han estudiado, incluyendo las de Agrippa.

## Obras

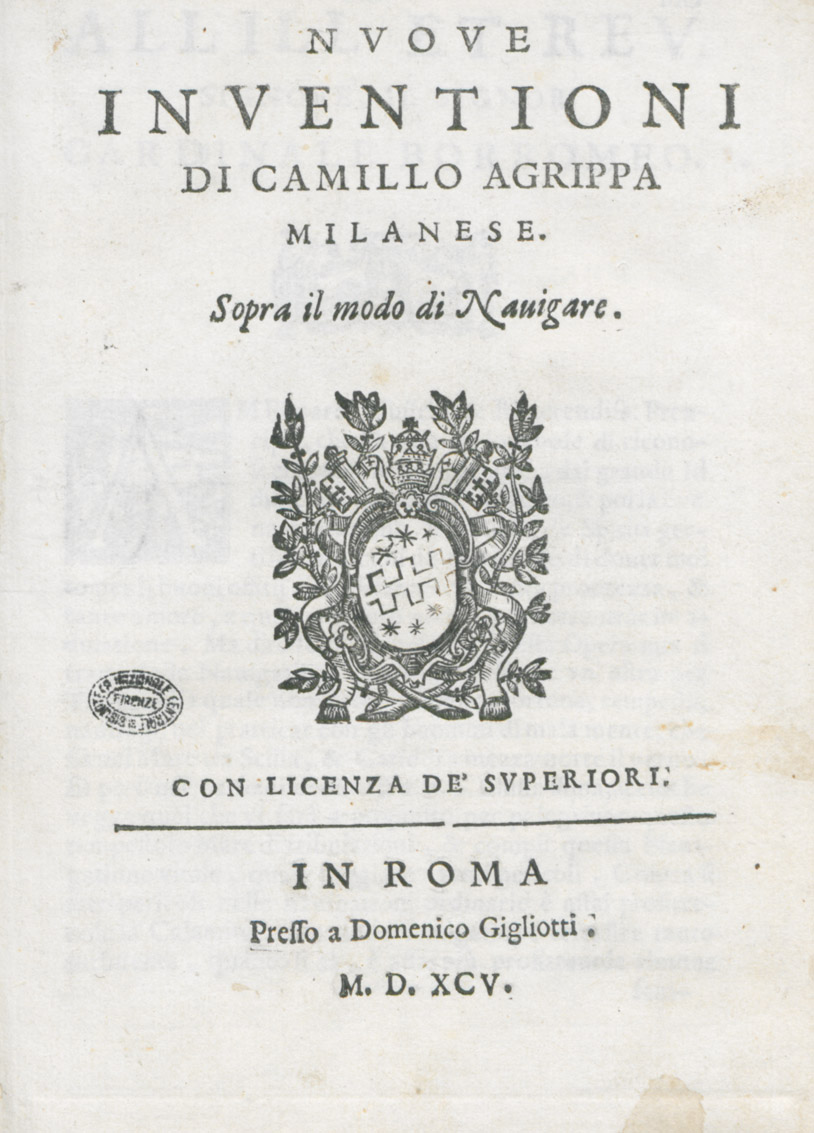
Nuove inventioni sopra il modo di navigare, 1595

- Dialogo sopra la generazione di venti
- Nuove inventioni sopra il modo di navigare, 1595
- Trattato di transportare la guglia in su la piazza di s. Pietro
- Treatise on the Science of Arms with Philosophical Dialogue
- Dialogo di Camillo Agrippa milanese del modo di mettere in battaglia presto & con facilità il popolo di qual si voglia luogo con ordinanze & batagglie diverse, 1585